# Trenitalia
Trenitalia es el principal operador ferroviario dentro de Italia. Trenitalia es propiedad de Ferrovie dello Stato, entidad estatal. Fue creado en el 2000 siguiendo la directiva de la Unión Europea respecto a la desregulación del transporte ferroviario. Ferrovie dello Stato se convirtió en un holding que controla trenes (Trenitalia) y la red ferroviaria (Rete Ferroviaria Italiana), entre otros.
Trenitalia ofrece transporte por toda Italia (incluyendo Sicilia y Cerdeña, los servicios de ferry desde la Italia continental hacia ambas islas son operados por la Rete Ferroviaria Italiana), y también tiene conexiones con Austria, Bélgica, Francia, Alemania, Hungría, Eslovenia, España, y Suiza.
También tiene una participación accionaria en TX Logistik AG, la más importante compañía privada alemana y que además opera en Austria, Suiza y Suecia.
La compañía opera los trenes de alta velocidad Frecciarossa y Frecciargento.

## Servicios de pasajeros nacionales
Trenitalia divide su oferta comercial nacional en trenes nacionales y trenes de transporte local.

### Trenes nacionales
Los servicios nacionales atienden ciudades medianas y grandes con distintos grados de confort, velocidad y frecuencia. Existen seis tipos de trenes nacionales:
- Frecciarossa, sigla FR AV: Es el servicio de alta velocidad que utilizando los trenes ETR 500 y ETR 1000, y las nuevas líneas de alta velocidad vinculan Roma con Nápoles y Milán con Turín. Recientemente han sido estrenadas las nuevas clases del Frecciarossa. Mientras antes existían las clásicas primera y segunda, ahora hay cuatro niveles de calidad: standard, premium, business y executive. En los trenes también se han estudiado unos cuartos con función de oficina con 10 sillas y una pantalla de 32 pulgadas. También se han introducido los "cuartos del silencio", en los cuales las luces tienen baja intensidad, está prohibido hablar y usar móviles y/o aparatos que produzcan ruido.
- Frecciargento, sigla FA AV: Además de los trenes ETR 500 y ETR 1000, bautizados "Frecciarossa" por su coloración de rojo, gris y negro, existen los "Frecciargento", con locomotoras de tipo ETR 600 y ETR 460 .

- Frecciabianca, sigla FB: Se trata de trenes que ofrecen un confort superior a los trenes “Intercity” a un costo inferior al de los trenes de alta velocidad “tradicionales”. Utilizan locomotoras E 444 R, E 402 y E414 y remolques de primera y segunda clase. Pueden alcanzar velocidades de hasta 200 km/h. La calidad de estos trenes se sitúa entre los servicios alta velocidad y los servicios Intercity.

- Intercity, sigla IC: Son los trenes nacionales diurnos de menor calidad. Al igual que los Eurostar City Italia utilizan locomotoras E444 R y E 402 y pueden alcanzar velocidades de hasta 200 km/h. Exisitian también los Intercity Plus (ICPlus) pero, como muchas clases de trenes similares las unas a las otras, han sido suprimidos y remplazados por los Intercity clásicos.

- Intercity Notte, sigla ICN: Como su nombre lo indica son los que recorren el país durante la noche. Ofrecen, además de las tradicionales primera y segunda clase, cabinas con camas. Los Intercity Notte realizan recorridos trasversales o conectando el norte y el sur de Italia, alcanzando Sicilia.

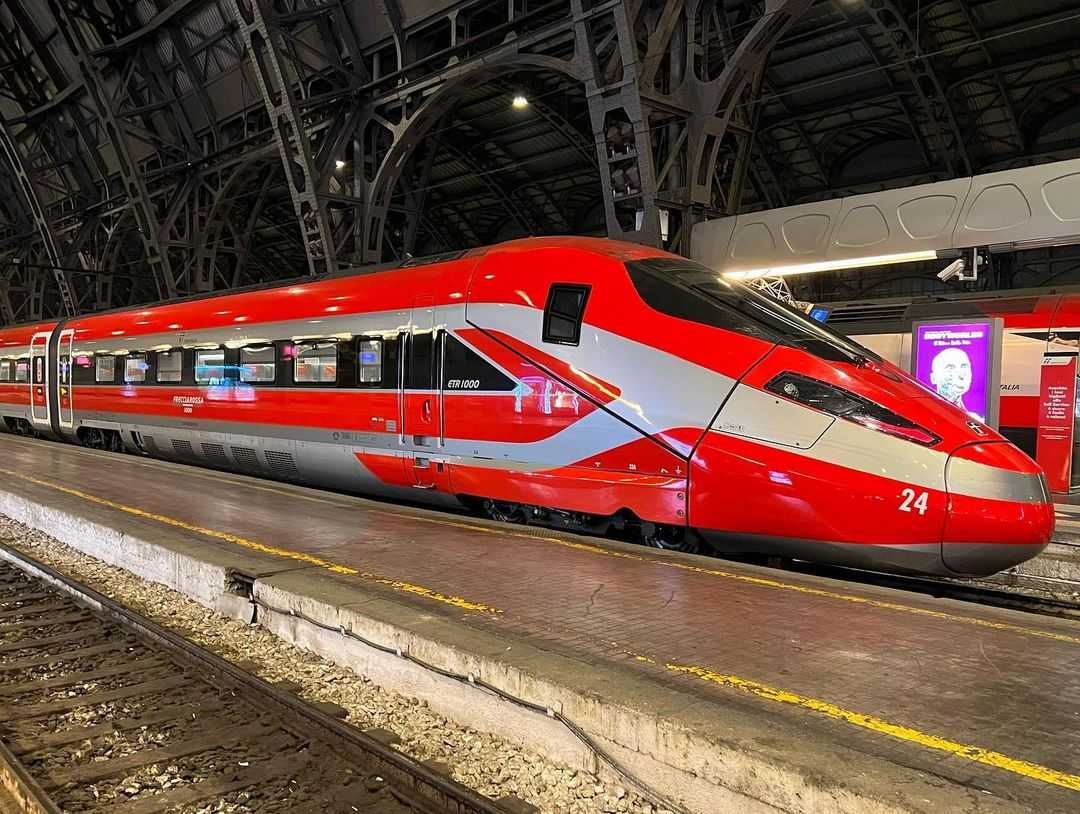
ETR 1000 Frecciarossa
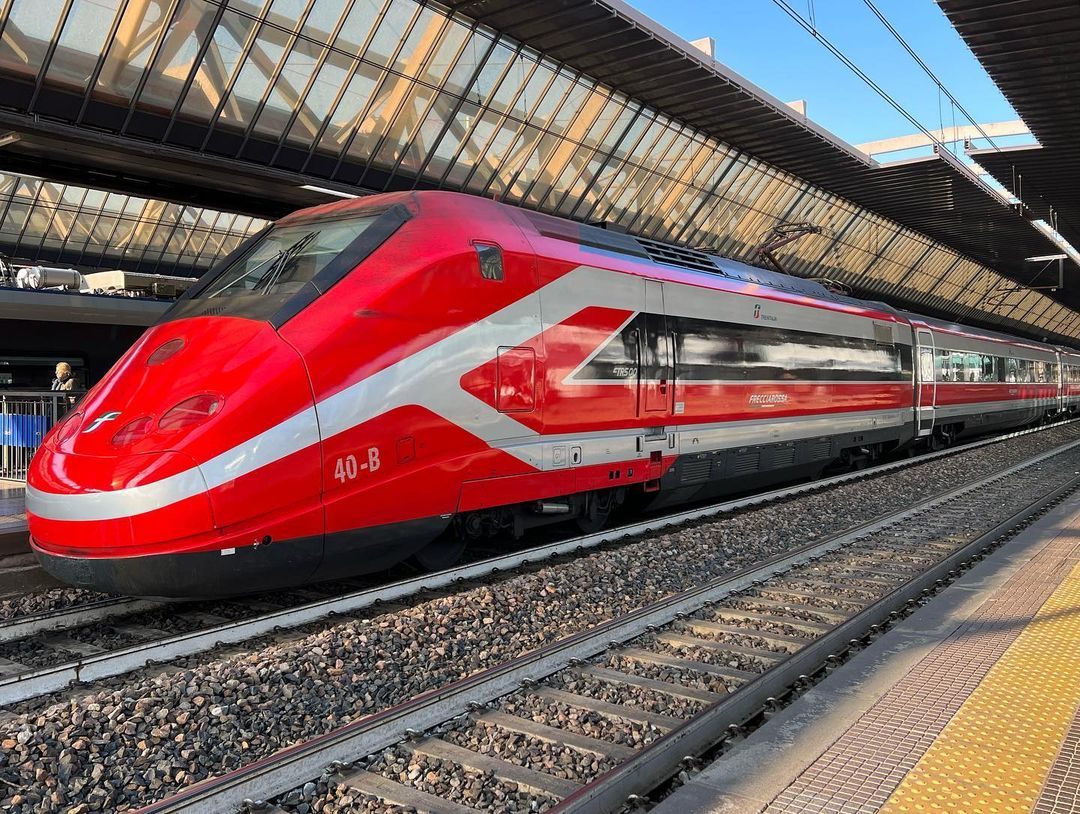
ETR 500 Frecciarossa
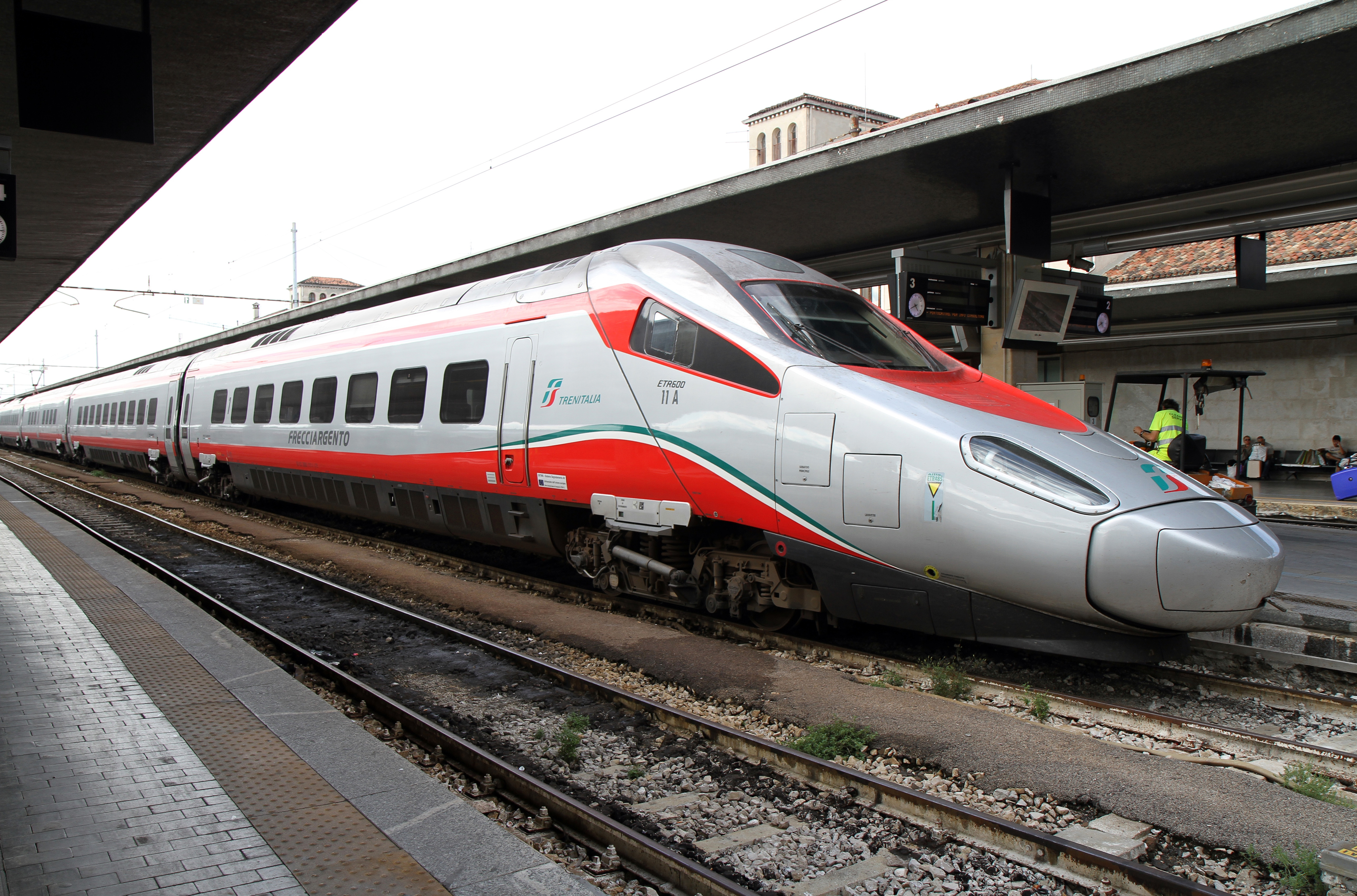
ETR 600 Frecciargento
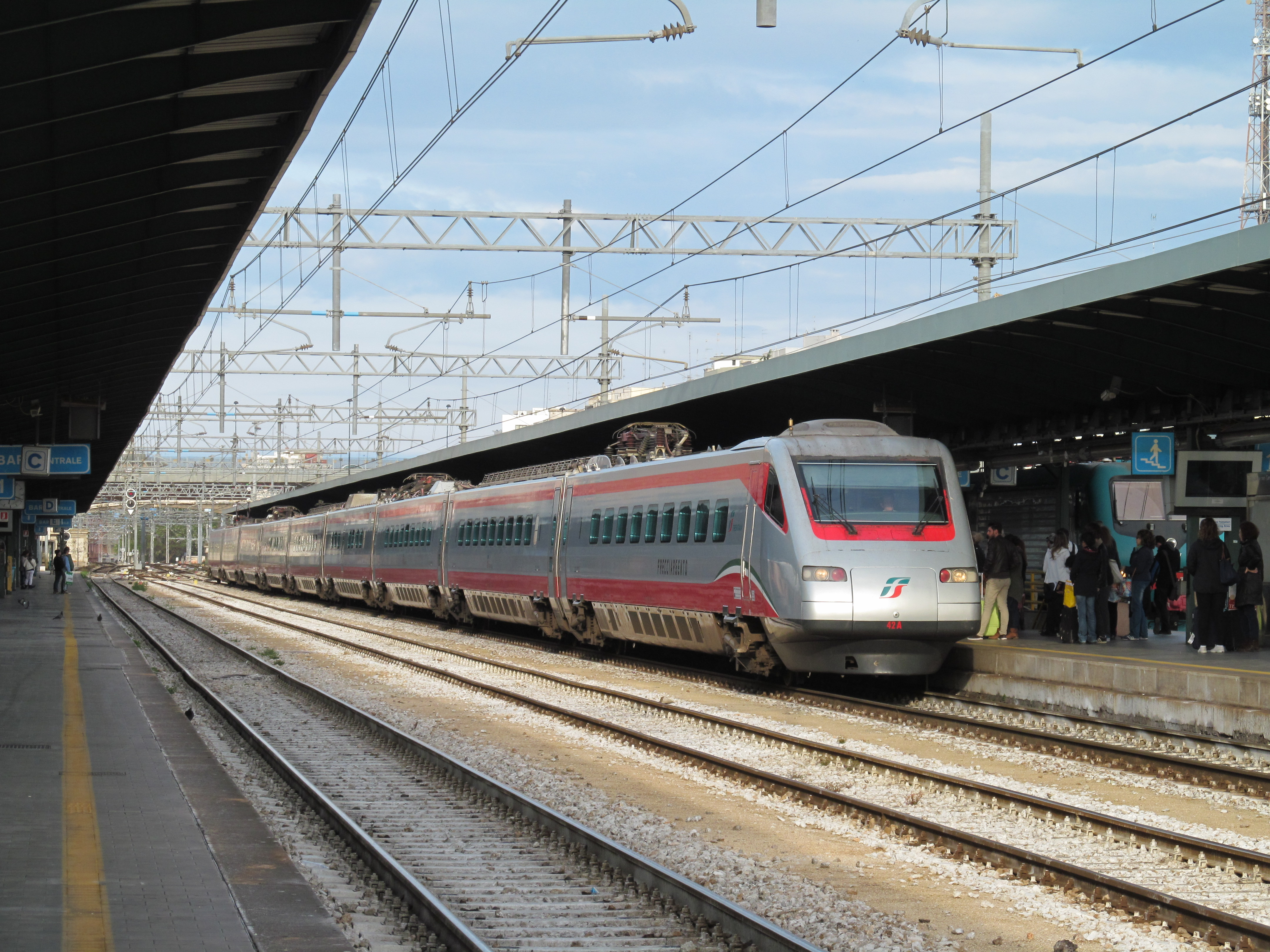
ETR 485 Frecciargento
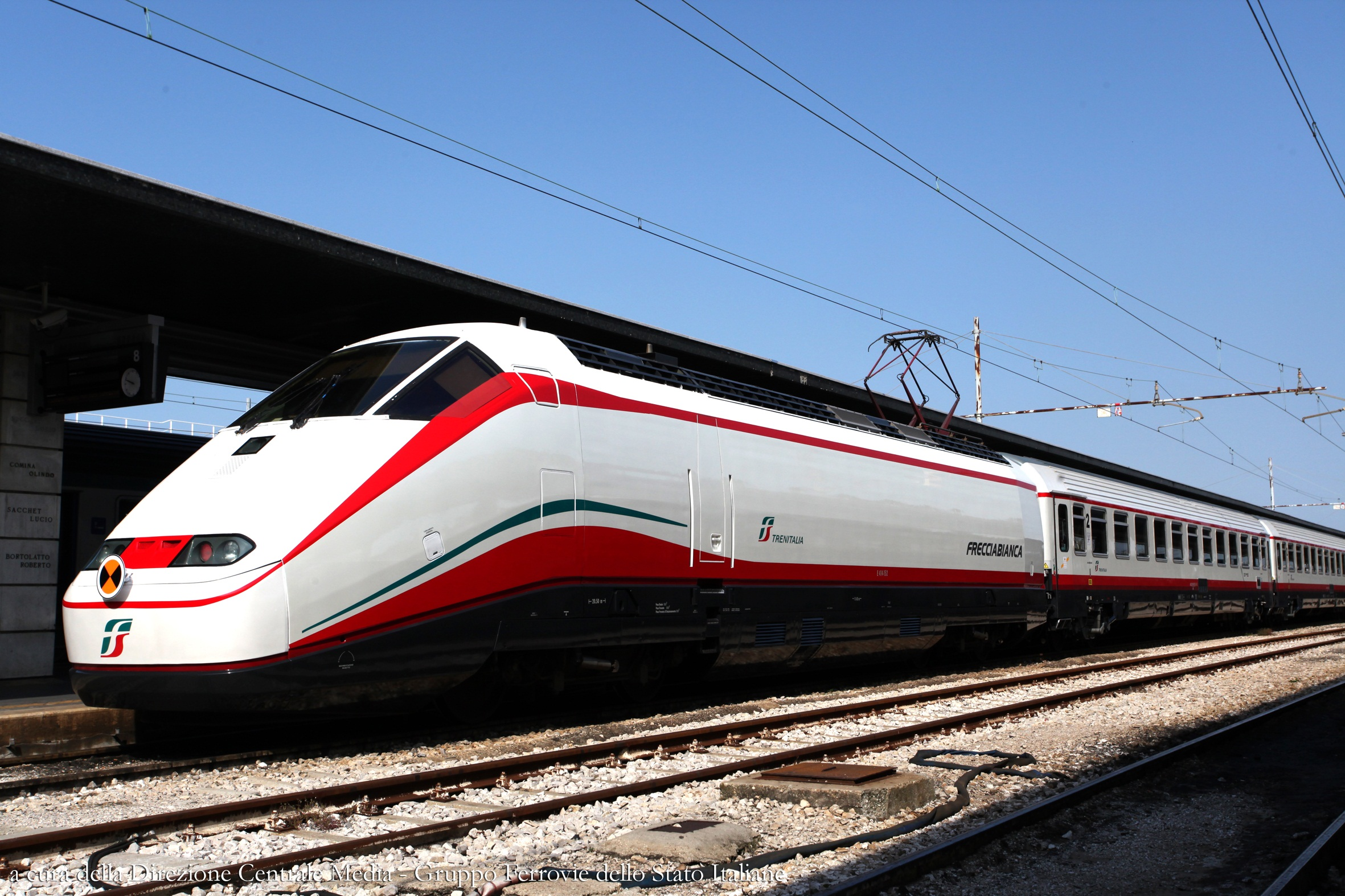
Frecciabianca

### Trenes de transporte local
Tras la supresión de los trenes Interregionales y Directos, todos los trenes que realizan estos servicios se han clasificado como Regionales (R) O Regionales Veloces (RV)

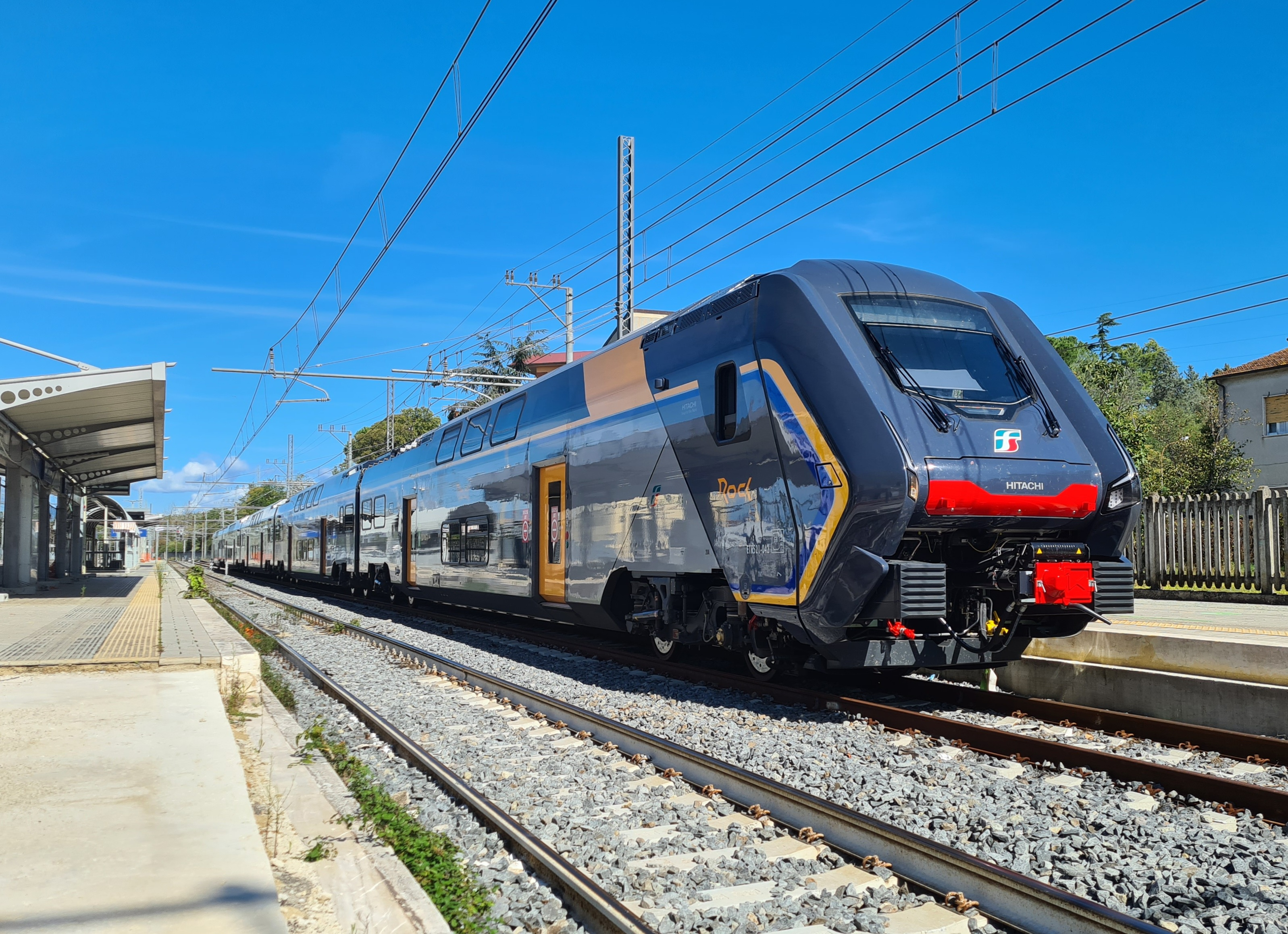
Rock
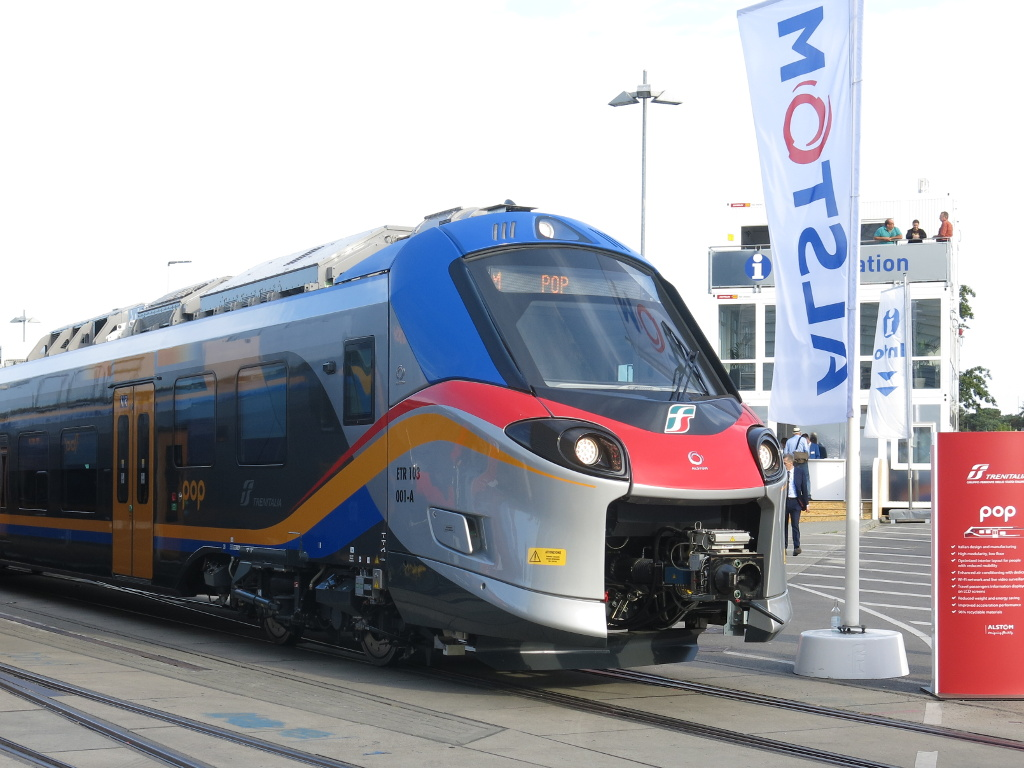
Pop
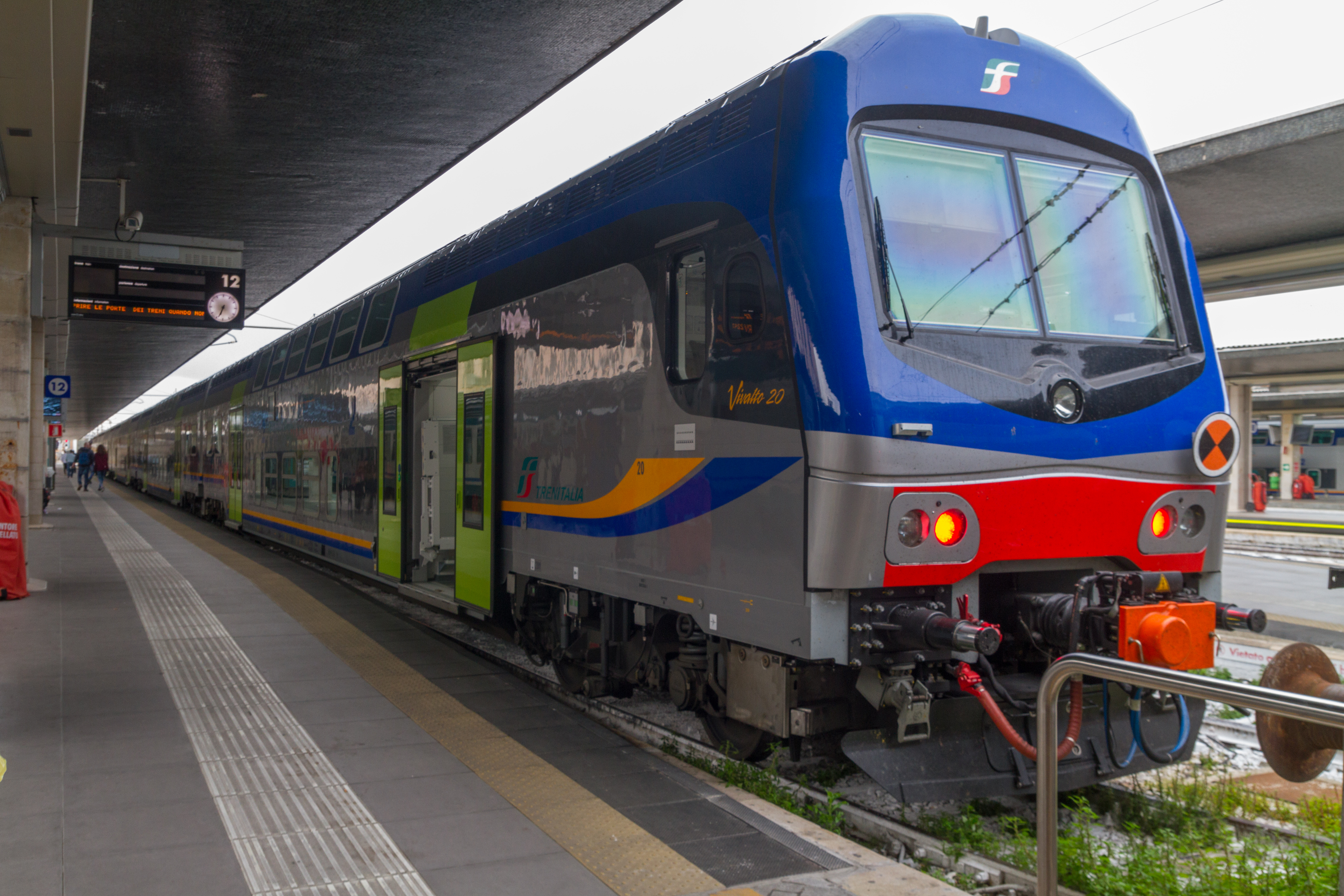
Vivalto
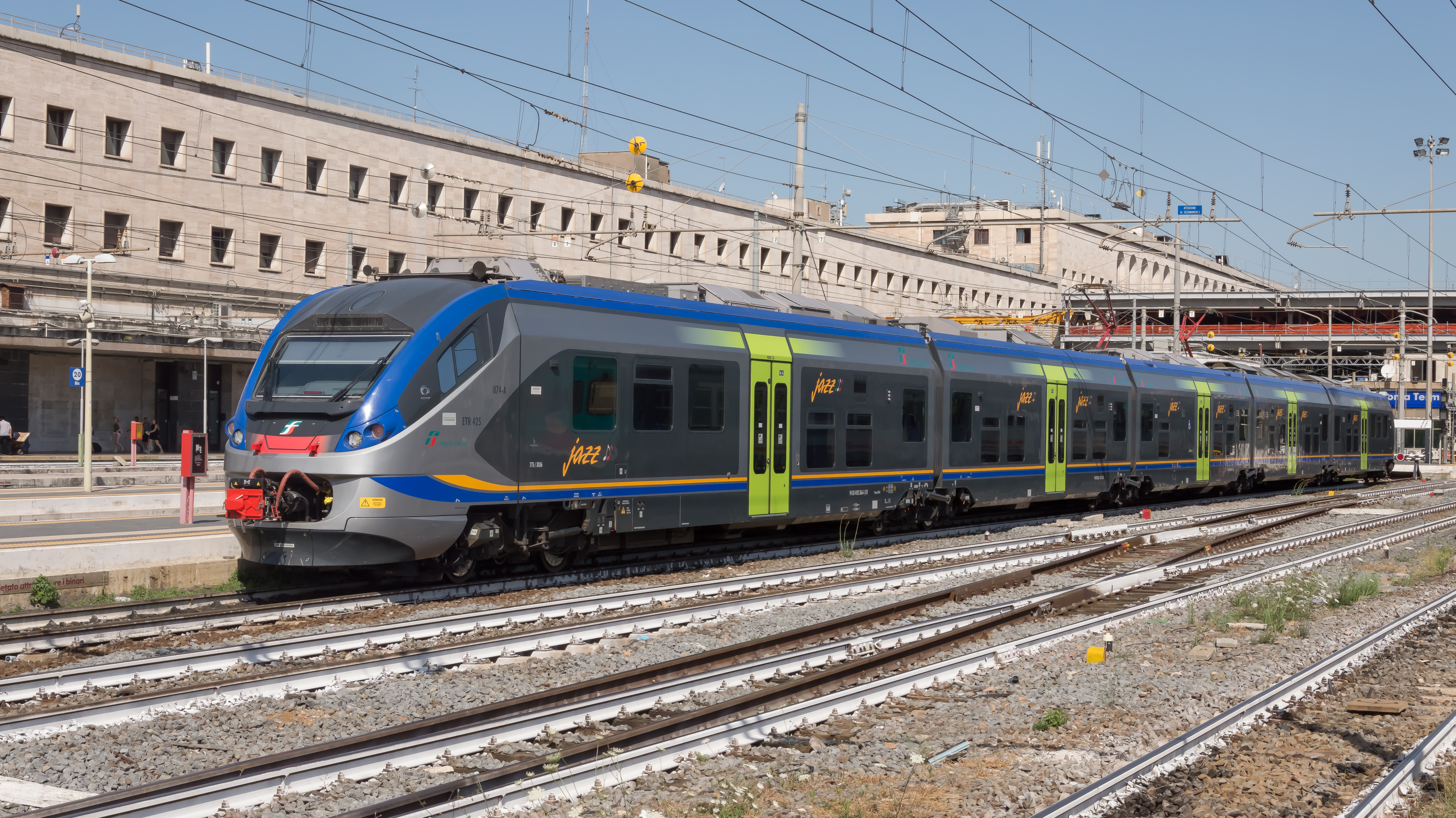
Jazz
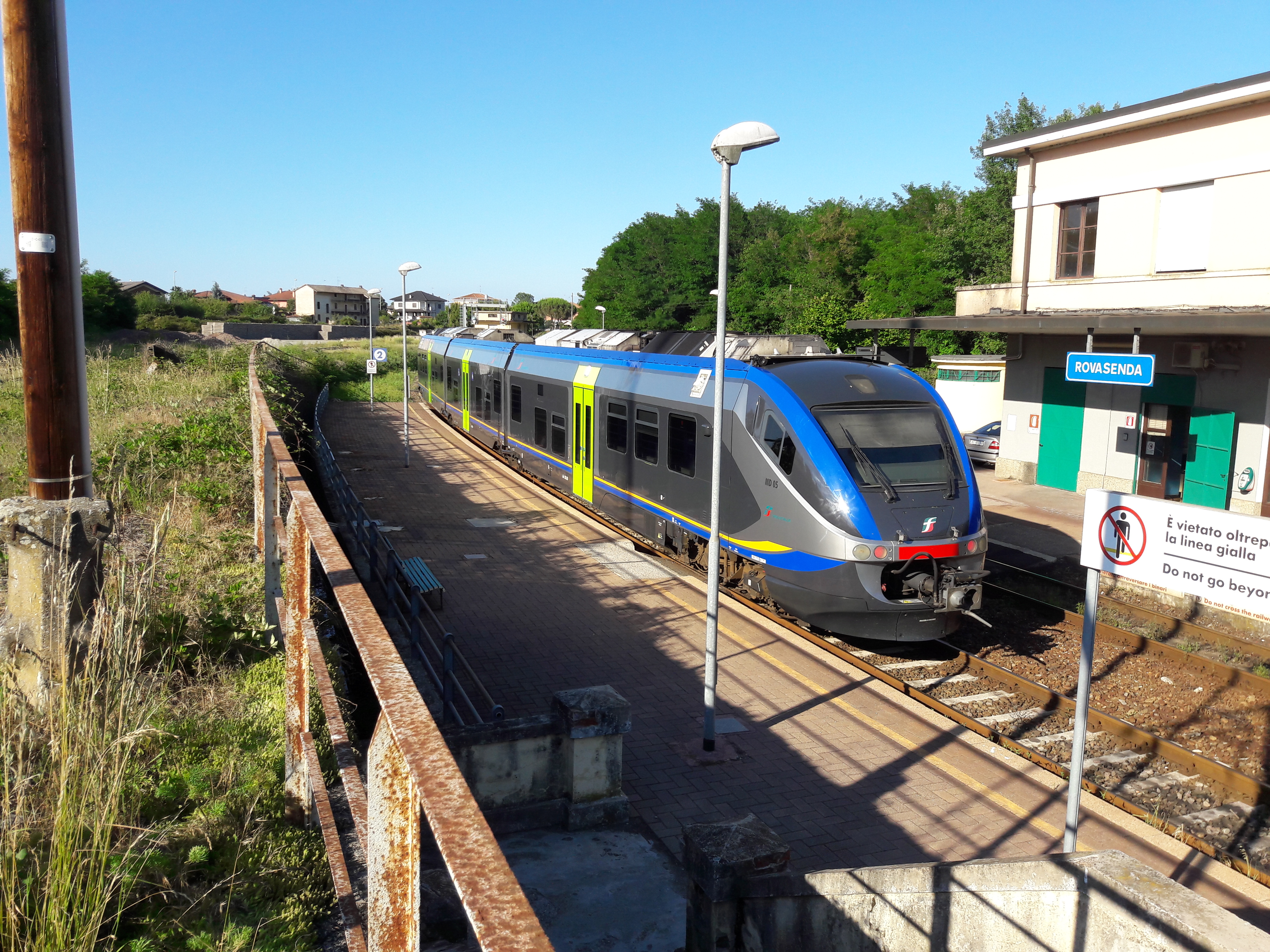
Minuetto

## Servicios pasajeros internacionales
Anteriormente había varios tipos de trenes internacionales en Italia, los cuales son generalmente comercializados como unidades separadas. Hay varias unidades comerciales que comercializan precios de ticket combinados y servicios estándar, pero no operan los trenes. Estos son los siguientes:
- Artesia: controlada al 50% por Trenitalia y SNCF. La compañía comercializaba principalmente los servicios de TGV desde París a Milán, además de los servicios nocturnos EuroCity con configuración normal desde varias ciudades de Italia hacia París. Se disolvio en 2011.

- Cisalpino: Cisalpino comercializaba servicios Pendolino entre Suiza e Italia. La compañía era propiedad de Trenitalia y Ferrocarril Federal Suizo (SBB-CFF-FFS). Cisalpino recientemente se hizo cargo de la comercialización de servicios en trenes EuroCity entre Suiza e Italia. Cisalpino cesó sus servicios en 2009 y ambas operadoras (Trenitalia y SBB) se repartieron los servicios y las unidades de pendolinos.

- Elipsos: fue una compañía 50% en propiedad de SNCF y 50% en propiedad de renfe. En Italia, cubría el trayecto entre Milán y Barcelona con unidades de Renfe. Las unidades que operaban en Italia pertenecen y eran operadas por Trenitalia. En Modane, la locomotora era reemplazada por otra de SNCF y, finalmente, en el límite con España, una locomotora de Renfe conducía el tren hasta Barcelona. Este trayecto se dejó de operar desde el cambio de horarios de diciembre de 2012.

- Tilo:  Tiene a su cargo servicios regionales entre Italia y Suiza. Trenitalia tenía en propiedad el 50% (y el restante 50% de SBB-CFF-FFS) que fue transferido a Trenord en

- Thello, operaba servicios nocturnos convencionales entre Francia e Italia. En 2021 pasó a llamarse Trenitalia France con la entrada de Trenitalia en la red francesa como competidor con su nuevo producto Frecciarossa entre Milán y París.[1]